# Политогенез
Политогенез — понятие, предложенное Л. Е. Куббелем и обозначающее зарождение и развитие (генезис) политической подсистемы общества, которая может трансформироваться в государство или его аналог. В результате политогенеза (и в особенности в результате формирования государства) в управлении обществом все большую роль начинают играть административные, силовые и правовые методы.
Государства (политии) образуются при сложении соответствующих условий (понимаемых по-разному разными авторами), но в отличие от самых первых государств с той или иной степенью заимствования институтов у уже существующих государств. Вторичные государства образуются при неготовности к государственности (формированию большой политии), их образование вызвано главным образом необходимостью противостоять более развитым соседям или желанием поживиться накопленными ими богатствами (самым наглядным примером являются огромные кочевые империи). Как правило, такие государства менее устойчивы, чем первичные.
Классические теории политогенеза объясняют появление первых государств в догосударственном мире. Однако при изучении истории интересно не только возникновение первых государственных или полугосударственных образований в данном регионе, но и распространение государственности. Согласно существует два пути распространения государственности: восточный (азиатский) и западный (европейский).